# Opuna
Opuna is een geslacht van wantsen uit de familie van de Miridae (Blindwantsen). Het geslacht werd voor het eerst wetenschappelijk beschreven door George Willis Kirkaldy in 1902.

## Soorten
Het genus bevat de volgende soorten:

- Opuna annulata (Knight, 1935)
- Opuna hawaiiensis (Kirkaldy, 1902)
- Opuna luzonica (Schuh, 1984)
- Opuna maai (Schuh, 1984)
- Opuna pallidula (Yasunaga, 1999)
- Opuna pilosula (Distant, 1910)
- Opuna ryandi (Schuh, 1984)
- Opuna schwartzi (Yasunaga, 2010)
- Opuna sharpianus (Kirkaldy, 1902)